# Paranonyma
Paranonyma es un género de escarabajos longicornios de la tribu Acanthocinini.

## Especies
- Paranonyma fairmairei Breuning, 1957
- Paranonyma invittata Breuning, 1957
- Paranonyma multilineata Breuning, 1957
- Paranonyma nigrosignata Breuning, 1980
- Paranonyma perrieri Breuning, 1957